# VR Bank Ried-Überwald
Die VR Bank Ried-Überwald eG ist eine Genossenschaftsbank mit Sitz in der hessischen Kleinstadt Bürstadt im Landkreis Bergstraße.

## Geschichte
Die VR Bank Ried-Überwald eG entstand in ihrer heutigen Form im Jahr 2023 durch die Fusion der Raiffeisenbank Bürstadt eG mit dem Sitz in Bürstadt mit der Volksbank Überwald-Gorxheimertal eG mit dem Sitz in Abtsteinach.
Die ehemalige Raiffeisenbank Bürstadt eG wurde am 29. Dezember 1903 als Genossenschaftsbank in Bürstadt gegründet und fusionierte vor 2023 zuletzt im Jahr 2016 mit der RBank Raiffeisenbank Groß-Rohrheim eG mit Sitz in Groß-Rohrheim.
Die ehemalige Volksbank Überwald-Gorxheimertal eG wurde am 6. Juli 1925 als Genossenschaftsbank in Abtsteinach gegründet und entstand im Jahr 1989 durch die Fusion der Raiffeisenbank Überwald eG mit Sitz in Abtsteinach mit der Volksbank eG Gorxheimertal mit Sitz in Gorxheimertal. Im Jahr 1977 fusionierte die Raiffeisenbank Überwald eG mit der Spar- und Darlehnskasse Hammelbach eG mit dem Sitz in Hammelbach und im Jahr 1976 mit der Spar- und Darlehnskasse Affolterbach eG mit dem Sitz in Affolterbach.
Die damalige Raiffeisenkasse Ried eGmbH mit dem Sitz in Bürstadt fusionierte im Jahr 1970 mit der Spar- und Darlehnskasse e.G.m.b.H. Hofheim/Ried mit dem Sitz in Hofheim und im Jahr 1972 mit der Raiffeisenkasse eGmbH Nordheim mit dem Sitz in Nordheim, der Raiffeisenkasse eGmbH Wattenheim mit dem Sitz in Wattenheim und der Bäuerlichen Spar- und Wirtschaftsgenossenschaft eGmbH Rosengarten mit dem Sitz in Rosengarten. Im Jahr 1978 fusionierten dann noch die Bäuerliche Spar- und Wirtschaftsgenossenschaft e.G. Allmendfeld mit dem Sitz in Allmendfeld und die Raiffeisenkasse eG Gernsheim mit dem Sitz in Gernsheim mit der dann als Raiffeisenbank Ried eG firmierenden Bank.

## Rechtsverhältnisse
Die VR Bank Ried-Überwald eG ist im Genossenschaftsregister beim Amtsgericht Darmstadt unter GnR 60110 eingetragen.

## Organisationsstruktur
Rechtsgrundlagen sind das Genossenschaftsgesetz und die durch die Vertreterversammlung beschlossene Satzung. Organe der Bank sind der Vorstand, der Aufsichtsrat und die Vertreterversammlung.

## Sicherungseinrichtung
Die VR Bank Ried-Überwald eG ist der amtlich anerkannten Sicherungseinrichtung des Bundesverbandes der Deutschen Volksbanken und Raiffeisenbanken GmbH und der zusätzlichen freiwilligen Sicherungseinrichtung des Bundesverbandes der Deutschen Volksbanken und Raiffeisenbanken e.V. angeschlossen.

## Geschäftsausrichtung
Die VR Bank Ried-Überwald eG betreibt das Universalbankgeschäft. Im Verbundgeschäft arbeitet sie mit der DZ Bank, R+V Versicherung, Bausparkasse Schwäbisch Hall, Teambank, VR Leasing,  DZ Hyp und der Union Investment zusammen.

## Geschäftsgebiet
Das Geschäftsgebiet liegt im Nordosten und Südwesten des Landkreises Bergstraße sowie im Süden des Landkreises Groß-Gerau im südhessischen Ried sowie im Überwald und im Gorxheimertal.
An diesen Orten betreibt die Bank Filialen:
- Bürstadt (Hauptstelle, jur. Sitz)
- Abtsteinach (Geschäftsstelle)
- Gernsheim (Geschäftsstelle)
- Groß-Rohrheim (Geschäftsstelle)
- Hofheim (Geschäftsstelle)
- Lampertheim (Geschäftsstelle)
- Nordheim (Geschäftsstelle)
- Trösel (Geschäftsstelle)
- Wald-Michelbach (Geschäftsstelle)
- Wattenheim (Geschäftsstelle)
- Affolterbach (SB-Geschäftsstelle)
- Hammelbach (SB-Geschäftsstelle)
- Unter-Flockenbach (SB-Geschäftsstelle)